# Ziyadat Allah Ier
Vous pouvez aider à l'améliorer ou bien discuter des problèmes sur sa page de discussion.
- Certaines informations devraient être mieux reliées aux sources mentionnées dans la bibliographie ou les liens externes. Améliorez sa vérifiabilité en les associant par des références. (Marqué depuis février 2025)
- Son texte doit être wikifié : il ne correspond pas à la mise en forme Wikipédia (style, typographie, liens internes, liens entre les wikis, etc.). (Marqué depuis février 2025)
- Les conventions bibliographiques ne sont pas respectées. La bibliographie et les liens externes sont à corriger. (Marqué depuis février 2025)
- Il n’est pas rédigé dans un style encyclopédique. (Marqué depuis février 2025)
- La traduction doit être revue. Le contenu est difficilement compréhensible à cause d’erreurs de traduction, peut-être dues à l’utilisation d’un logiciel de traduction automatique. (Marqué depuis février 2025)

Abu Muhammad Ziyadat Allah I ibn Ibrahim ibn al-Aghlab ( arabe : زيادة الله الأول) (mort le 10 juin 838) était le souverain aghlabide (émir) d' Ifriqiya de 817 jusqu'à sa mort en 838. Son règne a marqué un tournant vers un plus grand contrôle et une plus grande stabilité pour les émirs d'Ifriqiya.

## Règne
Bien qu'il soit un dirigeant indépendant de l'Ifriqiya , Ziyadat Allah a dû faire face à de nombreux problèmes similaires à ceux rencontrés par ses prédécesseurs en tant que gouverneurs sous le califat abbasside . Bien que Ziyadat Allah ait dû faire face à ce qui était probablement la plus grande révolte jund en Ifriqiya, ce fut la dernière à se produire. La révolte éclata en 824 et vit la plus grande partie de l'Ifriqiya conquise par le jund. Habituellement, les émirs devaient faire face au problème jund et berbère simultanément, chaque groupe exacerbant le problème de l'autre. Cependant, il semble que Ziyadat Allah ait établi une relation de travail avec les Berbères. Grâce à cette relation, il a utilisé les Berbères pour vaincre le jund rebelle. Cette alliance lui a permis d'éviter la ruine et de renforcer son contrôle. Dans une certaine mesure, cela ressemble à la relation qu'Idrīs b. ʿAbdallāh b. Les relations qu'Hasan entretenait avec les Berbères permirent à l' État idrisside de devenir un acteur puissant dans la région, menaçant parfois le territoire aghlabide. Dans le contexte de l'Afrique du Nord, une alliance avec les Berbères locaux diminuait la dépendance d'un émir à l'égard d'une force d'occupation puissante comme le jund tout en renforçant l'État. Avec Ziyadat, une relation positive avec les Berbères lui permit non seulement d'éviter de perdre le contrôle, mais aussi d'écraser la rébellion et de tourner les énergies aghlabides vers la conquête. Certains ont avancé que Ziyadat Allah avait ouvert la conquête en Sicile pour attirer les membres jihadistes du jund. Une autre version affirme que Ziyadat contrôlait déjà la rébellion et ouvrait la conquête pour empêcher de nouvelles révoltes et acquérir des ressources pour stabiliser davantage son règne. Cependant, cette affirmation est critiquée pour son recours à une source écrite bien après les événements. La conquête a marqué une nouvelle ère pour les Aghlabides, raison pour laquelle Ziyadat est parfois décrit comme le deuxième fondateur du régime aghlabide. Sa résolution du problème jund et berbère auquel tous les émirs qui l'avaient précédé avaient été confrontés a mis la région sur la voie d'une famille dirigeante plus stable. La conquête a vu la Sicile sous la domination des Aghlabides jusqu'à ce que les Fatimides renversent les Aghlabides au début du IXe siècle

## Sources
- Bennison, Amira K. (2009). Les grands califes : l'âge d'or de l'empire abbasside . Presses universitaires de Yale.
- Fenwick, Corisande (septembre 2022). « Comment fonder un État islamique : les Idrissides comme rivaux du califat abbasside dans l'extrême-ouest islamique ». Histoire et civilisation islamiques . 198 .
- Finkel, Joshua; Murgotten, Francis Clark (janvier 1933). « Le récit d'Al-Baladhuri sur les conquêtes musulmanes ». The Jewish Quarterly Review . 23 (3): 276– 277. doi : 10.2307/1451600 .
- Hagemann, Hannah-Lena ; Mewes, Katharina ; Verkinderen, Peter (2020). « Étudier les élites dans l'histoire de l'Islam primitif : concepts et terminologie ». Dans Stefan Heidemann ; Gottfried Hagen ; Andreas Kaplony ; et al. (dir.). Élites transrégionales et régionales – Connecter l'Empire islamique primitif . Boston : De Gruyter.
- Heideman, Stefan (2020). « Introduction ». Dans Stefan Heidemann ; Gottfried Hagen ; Andreas Kaplony ; et al. (éd.). Élites transrégionales et régionales – Connecter le début de l'Empire islamique . Boston : De Gruyter.
- Hitti, Philip Khuri (1916). « Introduction : l'historiographie arabe avec une référence particulière à Al-Baladhuri ». Dans la Faculté des sciences politiques de l'Université de Columbia (éd.). Les origines de l'État islamique . New York : Université de Columbia.
- Kennedy, Hugh (2005). « La guerre entre les frères ». Quand Bagdad régnait sur le monde musulman . Da Capo Press.
- Kennedy, Hugh (2017). « Les origines des Aghlabides ». Dans Glaire D. Anderson ; Corisande Fenwick ; Mariam Rosser-Owen (dir.). Les Aghlabides et leurs voisins . Brill.
- Savage, E. (1992). « Berbères et Noirs : le trafic d'esclaves ibāḍī en Afrique du Nord au VIIIe siècle ». Journal of African History . 33 (3).
- Les rédacteurs de l'Encyclopédie Britannica (septembre 2023). "Dynastie fatimide". Encyclopédie Britannica . Encyclopédie Britannica.
- Wansbrough, John (1969). « Sur la recomposition de l'histoire islamique de l'Afrique du Nord : un article de synthèse ». Journal de la Royal Asiatic Society de Grande-Bretagne et d'Irlande (2) : 161– 170. JSTOR  25203138 .

- (en) Cet article est partiellement ou en totalité issu de l’article de Wikipédia en anglais intitulé « Ziyadat Allah I of Ifriqiya » (voir la liste des auteurs).